# باري تي. باركر
باري تي. باركر هو سياسي أمريكي، ولد في 12 ديسمبر 1932. نشط حزبياً في الحزب الجمهوري. وقد انتخب عضو جمعية نيوجيرسي العامة ‏ وانتخب عضو مجلس ولاية نيوجيرسي ‏.